# SMS S 21
S 21 – niemiecki niszczyciel z okresu I wojny światowej, dziewiąta jednostka typu S 13. Okręt zatonął 21 kwietnia 1915 roku na Morzu Północnym po kolizji z krążownikiem SMS „Hamburg” .